# 包氏獸科
包氏獸科（Bauriidae）是獸孔目獸頭亞目的一科，是其中最衍化的一群，具有許多類似哺乳動物的特徵，例如次生顎。不同於其他獸頭類，包氏獸科是群草食性動物。包氏獸科目前包含兩個亞科：包氏獸亞科、幻嵌齒獸亞科。

## 體徵
包氏獸科具有明顯的草食性齒列。上頜兩側各有四顆門齒。如同其他獸頭類，包氏獸科具有大型犬齒。犬齒後方的牙齒寬廣。當牠們咬合時，上頜、下頜的後段牙齒會緊密咬合，適合咀嚼植物。

## 外部連結
- 包氏獸科 （页面存档备份，存于） - Paleobiology Database